# 出囃子 (お笑い)
出囃子（でばやし）は、主に、お笑いにおいて芸人が舞台へ登場する際にかかるテーマソングのことである。落語の出囃子の流れを汲んで、現代のお笑いでも定着している。

## 出囃子の曲について
出囃子に用いる曲は、演じる芸人が自分の好きな音楽にする場合が多い。昔の漫才師は落語家と同じく三味線の囃子で舞台に出た（中田ダイマル・ラケットの「拳」や、三人奴の「奴さん」など）が、現代では主に音源を使っており、洋楽やポップスを採用することも一般化している。その先駆けは、ビートルズを使った中田カウス・ボタンであるとされる。中には、『キングコングのテーマ』を使用していたキングコングのように、芸名のイメージや芸風で出囃子を決めたり、オリジナルの楽曲を作成する芸人もいる。
複数の劇場を転々としている芸人の場合、場所ごとに出囃子を使い分けたり、その日のネタによって出囃子を変える芸人もいる（落語家でも林家たい平などがそれに該当する）。テレビ番組の場合、M-1グランプリのファイナリスト登場時に流れるファットボーイ・スリム『Because we can』のように、全出演者が統一の出囃子を用いることもある。

## 特例
芸人のきつねは歌謡漫才を披露する際『歌って踊って朗らかに、ご陽気きつねが化けてでた、（アヨイショ）、きつねコンコンブラザーズ』という歌詞のオリジナルの出囃子であるきつねコンコンブラザーズのテーマ  を使用している。